# Julio Rodolfo Moctezuma
Julio Rodolfo Moctezuma Cid (* 1927 in Mexiko-Stadt) ist ein ehemaliger mexikanischer Politiker der Partei der Institutionalisierten Revolution PRI (Partido Revolucionario Institucional) und Wirtschaftsmanager, der unter anderem von 1976 bis 1977 Finanzminister (Secretarío de Hacienda) war.

## Leben
Moctezuma begann nach dem Schulbesuch ein Studium der Rechtswissenschaften an der Nationalen Autonomen Universität von Mexiko (UNAM), das er mit dem Lizenziat (Licenciado) abschloss. Anschließend war er als Rechtsanwalt tätig und übernahm ferner an der UNAM eine Professur für Politikwissenschaften. Später war er zwischen 1959 und 1961 Sekretär von Raúl Ortíz Mena, dem damaligen Unterstaatssekretär im Präsidialamt. Nach der Wahl von Gustavo Díaz Ordaz zum Präsidenten kehrte er als Mitarbeiter ins Präsidialamt zurück und war dort zunächst stellvertretender Leiter des Planungsreferats sowie zuletzt Leiter des Referats für öffentliche Investitionen. In dieser Funktion wurde er 1965 auch Mitglied eines von José López Portillo, dem Leiter der Rechtsabteilung des Präsidialamtes, geleiteten Ausschusses für öffentliche Verwaltung, dem neben ihm auch Emilio Mújica Montoya, Carlos Tello Macías, Fernando Solana Morales, Miguel Duahlt, Enrique Loaeza und Gustavo Martínez Cabañas an. 1974 wurde er Leiter des Büros des nunmehrigen Finanzministers José López Portillo und übernahm danach 1975 den Posten als Generaldirektor des zur Partei der Institutionalisierten Revolution PRI (Partido Revolucionario Institucional) gehörenden Institutes für Politik-, Wirtschafts- und Sozialstudien IEPES (Instituto de Estudios Políticos, Económicos y Sociales) und war als solcher in dieser Denkfabrik einer der wichtigsten Berater des nunmehrigen Präsidentschaftskandidaten López Portillo.
Nach der Wahl von López Portillo wurde Moctezuma von diesem am 1. Dezember 1976 schließlich als Finanzminister (Secretarío de Hacienda) in dessen Kabinett berufen. In der Folgezeit kam es jedoch immer wieder zu Meinungsverschiedenheiten mit dem Minister für Programme und Haushalt (Secretarío de Programación y Presupuesto) Carlos Tello Macías, aber auch mit dem Minister für Vermögen und industrielle Förderung (Secretario de Patrimonio y Fomento Industrial) José Andrés de Oteyza, über den Wirtschaftskurs der Regierung. Diese unterschiedlichen Ansichten führten letztlich dazu, dass Präsident López Portillo am 16. November 1977 Moctezuma und Tello entließ, Oteyza aber im Amt beließ. Während David Ibarra Muñoz neuer Finanzminister wurde, übernahm Ricardo García Sáinz den Posten als Minister für Programme und Haushalt. 1979 kehrte er jedoch ins Präsidialamt zurück und wurde Berater des Präsidenten für Sonderprojekte.
Im Zuge der 1979 begonnenen zweiten Ölpreiskrise löste Moctezuma am 6. Juni 1981 Jorge Díaz Serrano als Generaldirektor des Mineralölunternehmens PEMEX (Petróleos Mexicanos) und verblieb in dieser Verwendung bis zu seiner Ablösung durch Mario Ramón Beteta 1982. Er selbst wiederum übernahm von Beteta den Posten als Präsident des Finanzinstituts SOMEX (Sociedad Mexicana de Credito Industrial), die später von der Banco Santander übernommen wurde. 1988 schied er aus diesem Amt aus.